# Dinard
Dinard (Dinarzh in lingua bretone) è un comune francese di 11.299 abitanti situato nel dipartimento dell'Ille-et-Vilaine nella regione della Bretagna.

## Geografia
La costa su cui sorge Dinard è nota come Côte d'Émeraude, ossia Costa Smeraldo, per il colore delle acque del mare.
La città è dotata di un piccolo porto, servito da traghetti di linea verso i principali porti vicini, tra i quali quello di Saint Malo che si trova di fronte a Dinard, sull'altro lato del golfo di Saint-Malo.
La città conta poco più di 11.000 residenti, ma, essendo località turistica, nel periodo estivo raggiunge i 40.000 abitanti.

## Storia
Per la sua fama di luogo di villeggiatura Dinard è nota anche come la Nizza del Nord. La notorietà di Dinard iniziò nel XIX con l'arrivo del primo turismo, soprattutto formato da inglesi che costruirono le prime ville sulla costa. Nel 1880 Dinard divenne la prima località francese balneare con i primi stabilimenti balneari ed alberghi.
In passato a Dinard soggiornarono personalità come Churchill, Picasso e Debussy.

## Spiagge
La città ha molte spiagge, larghe e pulite. Le quattro principali sono: la Plage de l'Écluse, la Plage Saint-Énogat, la Plage du Prieuré e la Plage de Port Blanc.

Dinard
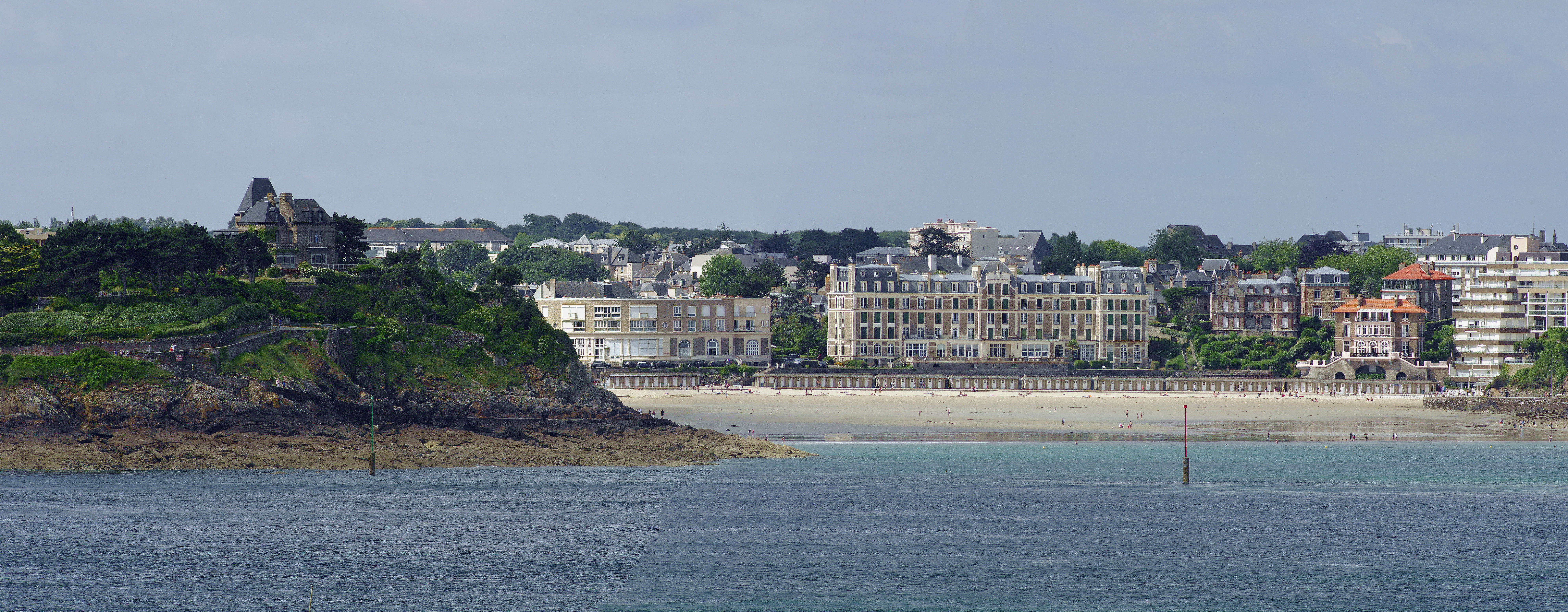
Spiaggia con schiera di hotel
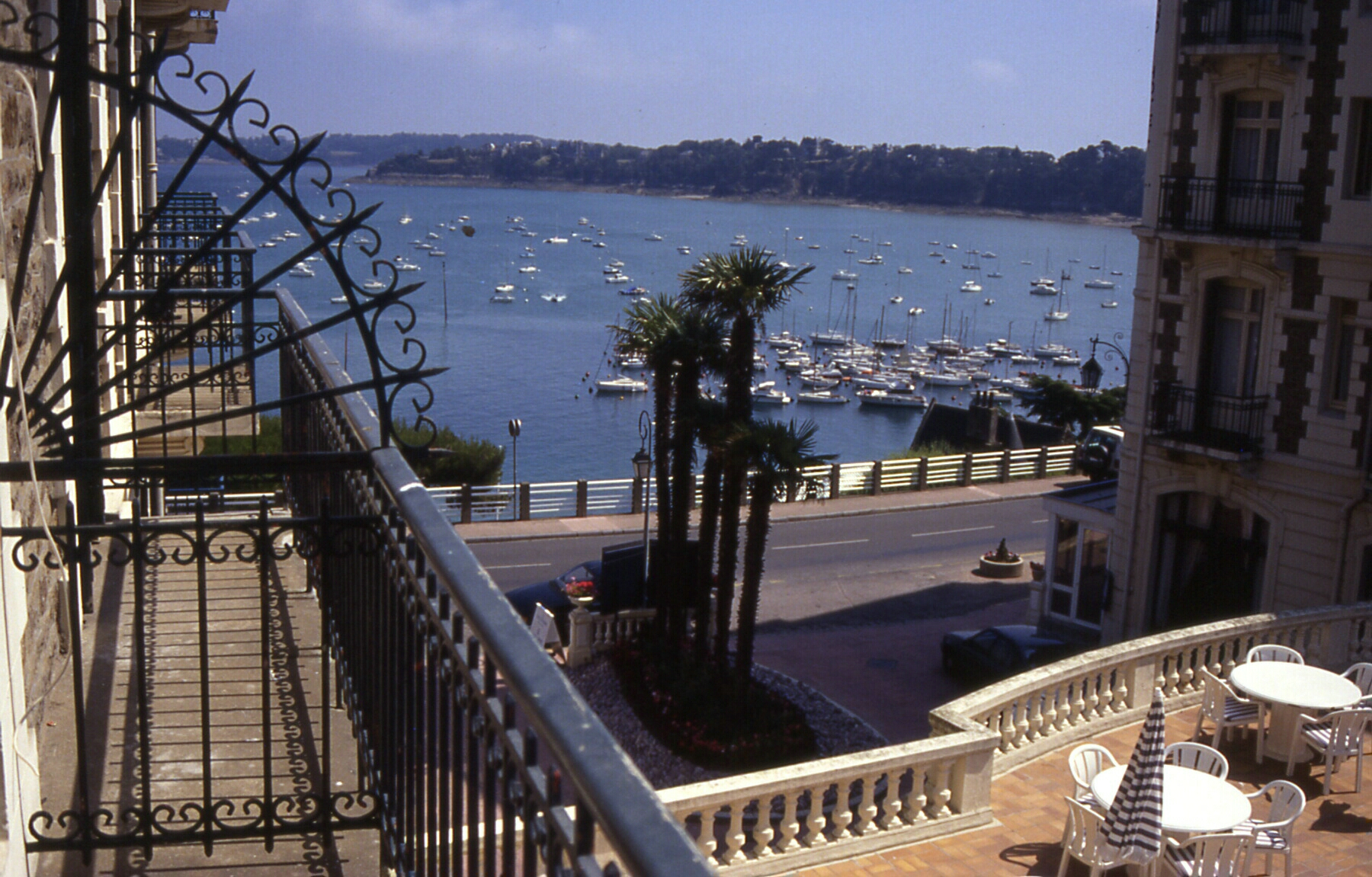
Dinard
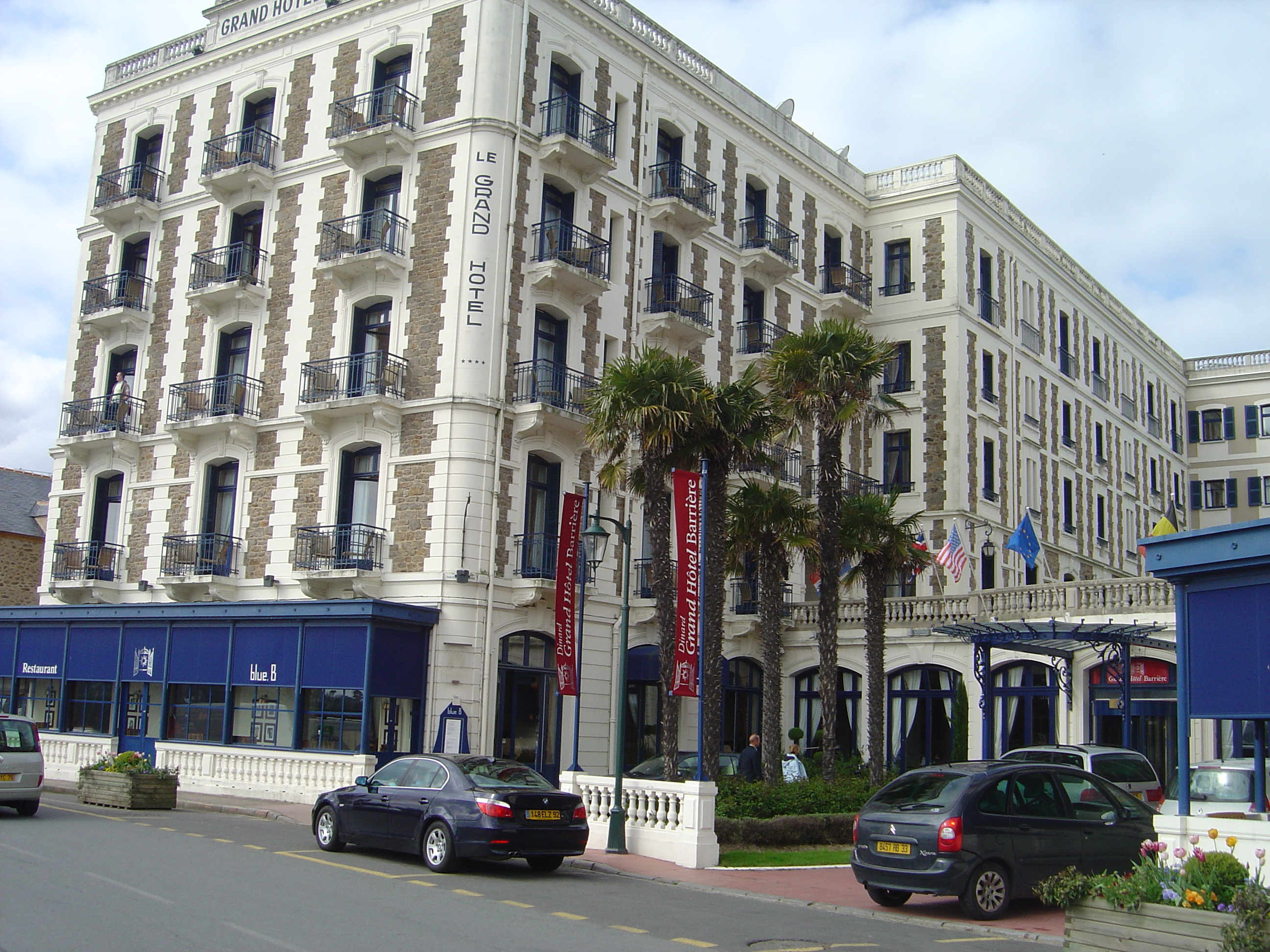
Le Grand Hôtel di Dinard
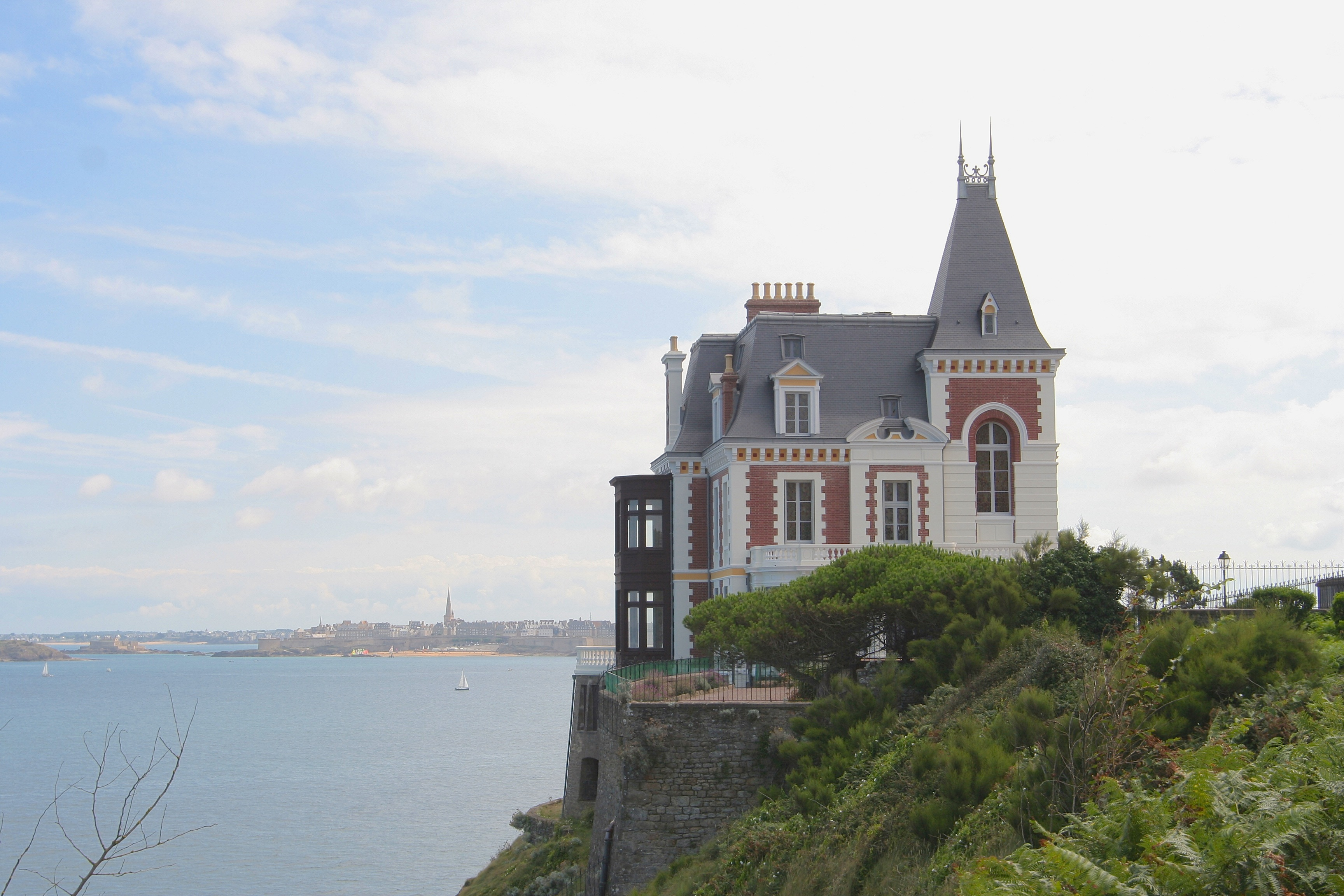
Villa con vista su Saint-Malo

## Centrali elettriche
Dinard è molto famosa per la centrale mareomotrice che dà energia a tutta la regione e dintorni. Questa centrale si trova in La Richardais, un comune confinante.

## Società

### Evoluzione demografica

#### Evoluzione demografica
Abitanti censiti

## Amministrazione

### Gemellaggi
- Newquay
- Starnberg, dal 1972